# Martenshoek
Martenshoek (Gronings: Houk) is een wijk en een voormalig dorp te Hoogezand in de gemeente Midden-Groningen in de Nederlandse provincie Groningen. De wijk ligt aan het oude Winschoterdiep direct ten oosten van Foxhol en had op 1 januari 2018 in totaal 615 inwoners.
Martenshoek is ontstaan bij een sluis in het Winschoterdiep. Bij de sluis, die zeer druk gebruikt werd, ontstonden allerlei activiteiten. Daaruit ontwikkelde zich met name de scheepsbouw. Het noordelijke deel van Martenshoek aan het oude Winschoterdiep (nu: Sluisstraat) werd in de 19e eeuw Drukkebuurt genoemd. Het diep is inmiddels grotendeels gedempt, nadat ten noorden van de scheepswerven een nieuw tracé voor het kanaal was gegraven. Bij Foxham is vanwege scheepswerf  Royal Bodewes nog een stukje van het oude Winschoterdiep overgebleven.
De wijk heeft een eigen station aan de spoorlijn Groningen - Nieuweschans.

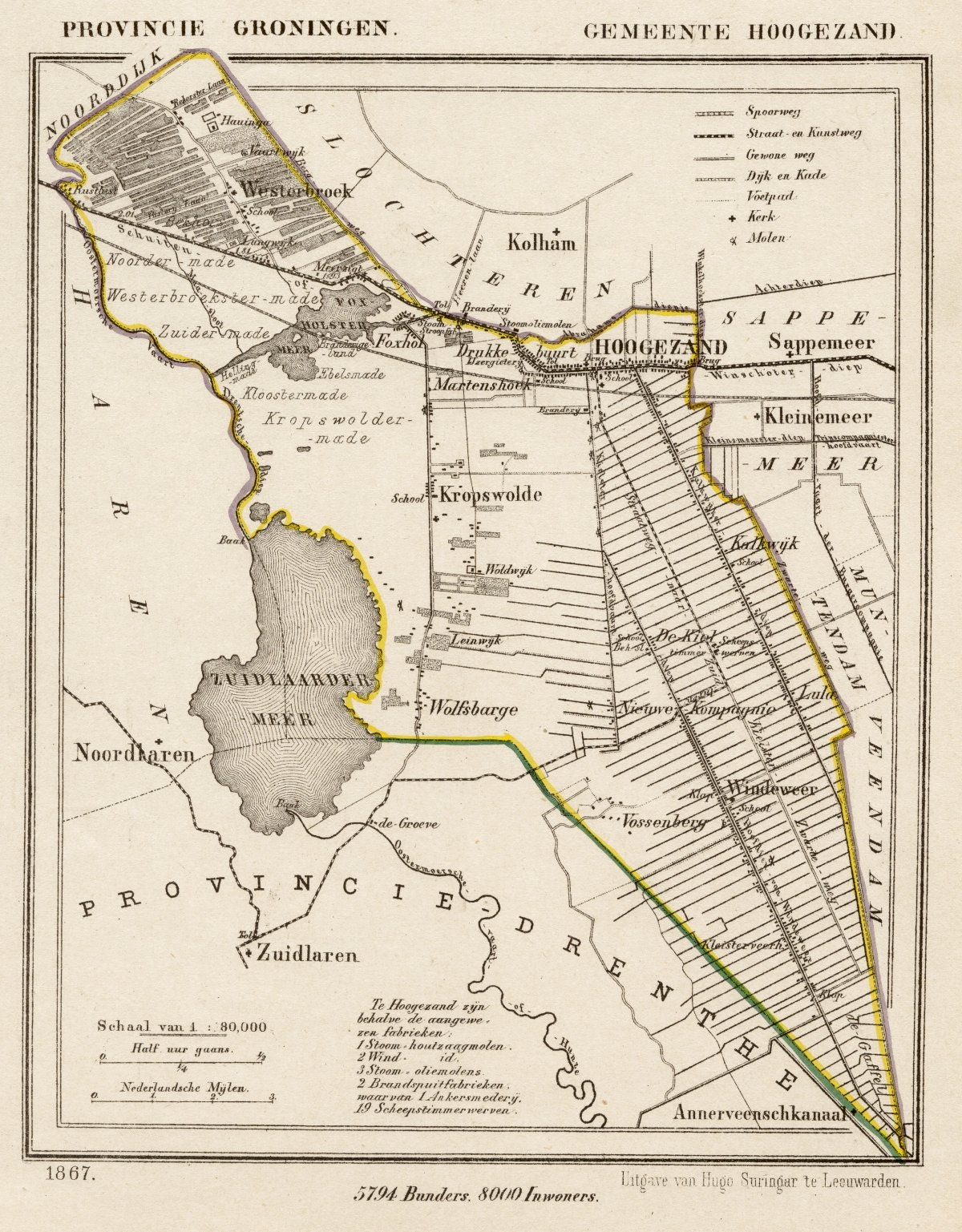
Martenshoek staat op deze kaart van de voormalige gemeente Hoogezand (uit 1867) nog als een aparte buurtschap aangegeven.